# Rozanne Levine
Rozanne Levine (* 19. Oktober 1945 in New York; † 18. Juni 2013) war eine US-amerikanische Jazz- und Improvisationsmusikerin (Klarinette, Komposition) und Fotografin.

## Leben und Wirken
Levine wuchs in der Bronx auf und lernte als Jugendliche Klarinette und Gitarre; sie trat mit dem Schulorchester als Klarinettistin auf. Sie studierte am New York University College of Arts and Sciences (Abschluss in Psychologie 1972). Parallel dazu nahm sie Klarinettenunterricht bei Perry Robinson. Ende der 1970er-Jahre war sie Klarinettistin in William Parkers und Patricia Nicholson Parkers Centering Music/Dance Ensemble. Seit Anfang der 1980er Jahre arbeitete sie auch mit dem Glass House Ensemble des US-amerikanischen Saxophonisten Mark Whitecage, den sie geheiratet hatte. 1975 wurden ihre Zwillinge, Diana und Perry Levine Whitecage, geboren. 1993 reaktivierte sie dann ihre Zusammenarbeit mit William Parker und wurde Mitglied in dessen Improvisors Collective. Zur selben Zeit gründete sie ihre Gruppe Christal Clarinets, der Perry Robinson, Anthony Braxton und Joe Fonda angehören. Außerdem spielte sie u. a. mit Steve Swell, Jemeel Moondoc, Theo Jörgensmann und Gerry Hemingway. Im Duo RoMarkable mit Mark Whitcage improvisierte sie auch zu dessen Klangskulpturen. Sie komponierte für ihr Ensemble Chakra Tuning und setzte eigene Fotografien als Ausgangspunkt von Kollektivimprovisationen ein.
1989 erhielt sie als Auszeichnung den Commission Grant From The Painted Bride Art Center für ihre musikalische und fotografische Arbeit.

## Diskografie
- Watching Paint Dry (Acoustics, ca. 1979) – Rozanne Levine mit Mark Whitecage, Gerry Hemingway, Joe Fonda und Mario Pavone
- Through the Acceptance of the Mystery Peace (Centering Records 1001 (1981); wiederveröffentlicht als CD beim Eremite Records MTE012 1998, 2003) – William Parker mit Rozanne Levine, Billy Bang, Polly Bradfield, Tristan Honsinger, Dennis Charles, Charles Brackeen, Jemeel Moondoc u. a. (Live-Aufnahmen aus 1974, 1976, 1977 und 1979)
- BushWacked – A Spoken Opera (Acoustics, 2005) – Mark Whitecage mit Rozanne Levine, Scott Steele, Bill Larimer und Robert Mahaffay
- William Parker: Centering. Unreleased Early Recordings 1976–1987 (NoBusiness Records, ed. 2012)
- Mark Whitecage & The Bi-Coastal Orchestra: BushWacked (Acoustics, 2005)